# 유엔 안전 보장 이사회 결의 제915호
유엔 안전 보장 이사회 결의 제915호는 1994년 5월 4일 만장일치로 채택되었다. 이사회는 1994년 결의안 제910호를 재확인하면서 부르토스 부트로스갈리 유엔 사무총장의 권고에 따라 리비아-차드 영토 분쟁에서 국제사법재판소가 내린 해당 지구가 차드 영토의 일부를 형성한다는 의견에 따라 아우조우 지구에서 리비아 군이 철수하는 것을 감독하기 위해 유엔 아우조우 지구 감시단(UNASOG)을 설립하였다.
이사회는 리비아 시르테에서 두 나라가 체결한 협정에 리비아의 철수를 감시하기 위한 유엔의 참여 규정이 명시되어 있으며, 두 당사자 간의 평화로운 관계를 증진하려는 의도가 있다고 밝혔다.
UNASOG는 본 결의안이 채택된 날로부터 최대 40일 동안 단일 기간으로 설립되기로 결정되었다. 이 위원회는 협정 이행을 관찰하기 위해 유엔 감시원 9명과 지원 직원 6명으로 구성하기로 계획되었다.

## 같이 보기
- 차드-리비아 갈등
- 유엔 안전 보장 이사회 결의 제901 ~ 1000호 목록